# Elecciones legislativas de Túnez de 2014
Las elecciones legislativas de Túnez de 2014 fueron las trigésimas elecciones legislativas de la República Tunecina desde su independencia y las segundas desde la llamada Revolución de los Jazmines, que supuso la caída del gobierno autocrático del presidente Zine El Abidine Ben Ali y el inicio de la Primavera Árabe. Además fueron las primeras desde la promulgación de la nueva constitución, redactada por la Asamblea Constituyente.
En ellas se eligieron a los 217 miembros de la Asamblea de Representantes del Pueblo, para un mandato de 5 años y tuvieron lugar el 26 de octubre de 2014 (24-26 de octubre para los residentes en el extranjero). Las elecciones presidenciales, por primera vez separadas de las legislativas, se celebraron el 23 de noviembre.

## Contexto
Tras el derrocamiento de Zine El Abidine Ben Ali, en 2011, se inició un proceso de transición democrática, celebrándose elecciones para redactar una nueva constitución. Si bien no hubo una mayoría absoluta, si fue una clara victoria simple para el movimiento islamista moderado Ennahda, y Moncef Marzouki, del Congreso para la República, fue elegido presidente para el período de transición. Después de muchos retrasos, la nueva constitución fue promulgada el 26 de enero de 2014.

## Sondeos
| Instituto                                      | Fecha               | Número de entrevistas | Nidaa Tounes | Ennahda | CPR  | Ettakatol | FP   | Aridha | AJP  | Indecisos |
| ---------------------------------------------- | ------------------- | --------------------- | ------------ | ------- | ---- | --------- | ---- | ------ | ---- | --------- |
| 3C Études                                      | Diciembre de 2013   | 1681                  | 27,2%        | 31,6%   | -    | -         | 10%  | 2,2%   | 3,8% | -         |
| Emrhod                                         | Enero de 2014       | -                     | 23,3%        | 16,4%   | -    | -         | 5,3% | -      | 1,8% | -         |
| Sigma                                          | Enero de 2014       | 1362                  | 41,6%        | 34,6%   | 2,4% | 3,6%      | 7,1% | 1,3%   | 1,3% | 54,4%     |
| Emrhod                                         | Febrero de 2014     | 1200                  | 20,6%        | 18,4%   | 2,1% | 1,9%      | 6,4% | 2,2%   | 1,4% | -         |
| Sigma                                          | Febrero de 2014     | 1517                  | 52,3%        | 33,1%   | 2,8% | 1,5%      | 3,8% | -      | 2,4% | -         |
| Emrhod                                         | Marzo de 2014       | 1051                  | 25,7%        | 20,9%   | 2,4% | 2,4%      | 7,4% | 1,6%   | 2,4% | -         |
| Sigma                                          | Abril de 2014       | 1636                  | 46,8%        | 35,4%   | 2,6% | 1,8%      | 5,1% | 0,8%   | 1,6% | 62,9%     |
| Sigma                                          | Mayo de 2014        | 1013                  | 50,5%        | 28,7%   | 1%   | 3,1%      | 5,1% | 1%     | 2,3% | -         |
| Sigma                                          | Mayo de 2014        | -                     | 41,3%        | 24%     | 2,6% | 3,9%      | 6,2% | 2,5%   | 2,3% | -         |
| Emrhod                                         | Junio de 2014       | -                     | 17,1%        | 14%     | -    | 4,7%      | 3,9% | -      | 2,9% | -         |
| Institut international des études des sondages | Junio de 2014       | -                     | 33%          | 38%     | -    | -         | -    | -      | -    | -         |
| Sigma                                          | Junio-julio de 2014 | -                     | 45,1%        | 21,7%   | 3,1% | 3,5%      | 7,3% | -      | 3,2% | -         |

## Participación
A pesar de que ciertos pronósticos auguraban altos índices de abstención, las elecciones se han desarrollado con un porcentaje de participación mayor que en las anteriores elecciones de 2011, colocándose a 68,36% frente al 51,97% de 2011. Sin embargo, el aumento de este índice de participación se debe a que la inscripción en las listas electorales se hizo de manera voluntaria y no automáticamente, como en 2011. Si en 2011 votaron 4 308 888 electores (de 8 289 924 electores inscritos), en 2014 hubo solamente 3 579 257 votos (de 5 236 244 electores inscritos), lo que representa 729 631 votantes menos.

## Resultados
Los resultados preliminares fueron anunciados por la Instancia Superior Independiente para las Elecciones (ISIE) en la madrugada del jueves 30 de octubre, en la que se anunció también la anulación parcial por supuestas irregularidades de los resultados de Nidaa Tounes por la circunscripción de Kasserine, restándose un escaño a esta formación que pasaría a Ettakatol, gracias al cual entraría en la asamblea:
| Partidos lider                                                                         | Partidos lider                                | Voto      | % de voto | Escaños anteriores | Escaños Obtenidos |
|                                                                                        | Nidaa Tounes Béji Caïd Essebsi                | 1 279 941 | 37,56 %   | 4                  | 86                |
|                                                                                        | Ennahda Rachid Ghanuchi                       | 947 034   | 27,79 %   | 85                 | 69                |
|                                                                                        | Unión Patriótica Libre Slim Riahi             | 137 110   | 4,02 %    | 2                  | 16                |
|                                                                                        | Frente Popular Hamma Hammami                  | 124 654   | 3,66 %    | 6                  | 15                |
|                                                                                        | Afek Tounes Yassine Brahim                    | 102 916   | 3,02 %    | 4                  | 8                 |
|                                                                                        | Congreso para la República Imed Daïmi         | 72 942    | 2,14 %    | 12                 | 4                 |
|                                                                                        | Corriente Democrática Mohamed Abbou           | 65 792    | 1,93 %    | 3                  | 3                 |
|                                                                                        | Partido Republicano/Al Joumhouri Maya Jribi   | 49 965    | 1,47 %    | 7                  | 1                 |
|                                                                                        | Movimiento del Pueblo Zouhair Maghzaoui       | 45 799    | 1,34 %    | 2                  | 3                 |
|                                                                                        | Iniciativa Nacional Desturiana Kamel Morjane  | 45 086    | 1,32 %    | 3                  | 3                 |
|                                                                                        | Alianza Democrática Mohamed Ben Mabrouk Hamdi | 43 371    | 1,27 %    | 11                 | 1                 |
|                                                                                        | Corriente del Amor Mohamed Hamdi              | 40 924    | 1,2 %     | 7                  | 2                 |
|                                                                                        | Unión por Túnez Samir Taïeb                   | 27 802    | 0,82 %    | 10                 | 0                 |
|                                                                                        | Ettakatol Mustapha Ben Jaafar                 | 24 592    | 0,72 %    | 12                 | 0                 |
|                                                                                        | Movimiento Wafa Abderraouf Ayadi              | 23 768    | 0,7 %     | 7                  | 0                 |
|                                                                                        | al Amén Lazhar Bali                           | 7 926     | 0,23 %    | 5                  | 0                 |
|                                                                                        | Partido voz del pueblo tunecino Larbi Nasra   | 7 849     | 0,23 %    | 6                  | 0                 |
| Sources: Alta Autoridad Independiente para Elecciones; Instituto Nacional Demoocrático |                                               |           |           |                    |                   |

Este proceso electoral ha recibido alabanzas por parte de la ONU, EE. UU. y diversos países de la Unión Europea, aplaudiendo la transición pacífica a la democracia y el asentamiento democrático de este país, en comparación con otros países que también han participado en la Primavera Árabe.

## Formación del Gobierno
Tras las elecciones presidenciales celebradas posteriormente, Nidaa Tounes propuso al independiente y exministro de interior Habib Essid para ocupar el puesto de primer ministro. Tras una lista inicial de ministros solo apoyada por Nidaa Tounes y UPL y un voto de confianza en el parlamento a esa primera lista sin el apoyo mayoritario de la Asamblea, el primer ministro Essid propuso un gobierno con miembros de Nidaa Tounes, UPL, Afek Tounes y Ennhada, que obtuvo el apoyo de 167 diputados de los 217 diputados que componen la cámara legislativa.
| Candidato                                                             | Fecha                                                     | Voto | Nidaa Tounes | Ennahda | UPL | Sin Bloques | Frente Popular (Túnez) | Afek Tounes | Bloque Social Demócrata | Total   |
| --------------------------------------------------------------------- | --------------------------------------------------------- | ---- | ------------ | ------- | --- | ----------- | ---------------------- | ----------- | ----------------------- | ------- |
| Habib Essid (Nidaa Tounes)                                            | 5 de febrero de 2015 Mayoría absoluta requerida (109/217) | Sí   | 78           | 58      | 16  | 2           |                        | 7           | 2                       | 167/217 |
| Habib Essid (Nidaa Tounes)                                            | 5 de febrero de 2015 Mayoría absoluta requerida (109/217) | No   | 1            |         |     | 10          | 14                     |             | 5                       | 30/217  |
| Habib Essid (Nidaa Tounes)                                            | 5 de febrero de 2015 Mayoría absoluta requerida (109/217) | Abs. | 4            | 3       |     |             |                        |             | 1                       | 8/217   |
| Habib Essid (Nidaa Tounes)                                            | 5 de febrero de 2015 Mayoría absoluta requerida (109/217) | Aus. | 2            | 8       |     |             | 1                      | 1           |                         | 12/217  |
| Fuente: Vote de confiance au gouvernement de Habib Essid (en francés) |                                                           |      |              |         |     |             |                        |             |                         |         |